# Besu Sado
Besu Sado (née le 12 janvier 1996) est une athlète éthiopienne, spécialiste des courses de demi-fond.

## Biographie
Auteur d'un record personnel sur 1 500 mètres à 4 min 0 s 65 en juillet 2015 lors du meeting de Monaco, elle atteint les demi-finales des championnats du monde de Pékin.
En septembre elle prend la deuxième place aux Jeux africains de Brazzaville.
Elle est médaillée d'or du relais mixte des Championnats d'Afrique de cross-country 2018 à Chlef.

## Palmarès
| Date | Compétition        | Lieu             | Résultat | Épreuve | Temps         |
| ---- | ------------------ | ---------------- | -------- | ------- | ------------- |
| 2015 | Jeux africains     | Brazzaville      | 2e       | 1 500 m | 4 min 18 s 86 |
| 2016 | Jeux olympiques    | Rio de Janeiro   | 9e       | 1 500 m | 4 min 13 s 58 |
| 2016 | Ligue de diamant   | Ligue de diamant | 10e      | 1 500 m | détails       |
| 2017 | Ligue de diamant   | Ligue de diamant | 9e       | 1 500 m | 4 min 03 s 83 |
| 2018 | Coupe continentale | Ostrava          | 7e       | 800 m   | 2 min 08 s 59 |

### Records
| Épreuve | Temps         | Lieu   | Date               |
| ------- | ------------- | ------ | ------------------ |
| 1 500 m | 3 min 59 s 47 | Zurich | 1er septembre 2016 |